# لاسي نورمان هانسن
لاسي نورمان هانسن (بالدنماركية: Lasse Norman Hansen)‏ مواليد 11 فبراير 1992 في الدنمارك، هو دراج دانمركي في صنف سباق الدراجات على الطريق وعلى المضمار. شارك في دورة الألعاب الأولمبية الصيفية وفاز بميدالية أولمبية.

## الميداليات
| الميدالية | المسابقة                       |
| --------- | ------------------------------ |
| ذهبية     | الألعاب الأولمبية الصيفية 2012 |

### سباقات أو مراحل فاز بها
| التاريخ        | السباق                                                                       | المركز                      |
| -------------- | ---------------------------------------------------------------------------- | --------------------------- |
| 01 يناير 2009  | 2009 UCI Road World Championships – Junior men's time trial                  |                             |
| 01 يناير 2012  | ركوب الدراجات في ألعاب أولمبية صيفية 2012 – رجال أومنيوم                     | الفائز في التصنيف العام     |
| 01 يناير 2013  | سباق الزمن تحت 23 سنة في بطولة العالم 2013                                   |                             |
| 01 مايو 2013   | 2013 Eschborn–Frankfurt Under–23                                             | الفائز في التصنيف العام     |
| 26 مايو 2013   | 2013 Peace Race U23                                                          | السابع في تصنيف النقاط      |
| 08 فبراير 2014 | طواف دبي 2014                                                                | الثالث في التصنيف العام     |
| 31 مايو 2015   | 2015 Velothon Berlin                                                         | العاشر في التصنيف العام     |
| 23 أغسطس 2015  | طواف فاتينفول 2015                                                           | المرتبة 18 في التصنيف العام |
| 23 يونيو 2016  | بطولة الدنمارك لسباق الدراجات ضد الساعة 2016                                 | السادس في التصنيف العام     |
| 26 يونيو 2016  | سباق الطريق للرجال في بطولة الدنمارك 2016                                    | الثالث في التصنيف العام     |
| 12 أغسطس 2016  | ركوب الدراجات في الألعاب الأولمبية الصيفية 2016 – سباق المطاردة لفرق الرجال" |                             |
| 15 أغسطس 2016  | ركوب الدراجات في الألعاب الأولمبية الصيفية 2016 – رجال أومنيوم               |                             |
| 18 يونيو 2017  | طواف سويسرا 2017                                                             | الأول في تصنيف الجبال       |
| 28 يناير 2018  | سباق كاديل ايفانز 2018                                                       |                             |
| 21 أغسطس 2018  | غروت بريجس ستاد زوتيجم 2018                                                  |                             |
| 01 يناير 2019  | 2019 UEC European Track Championships – men's madison                        |                             |
| 26 مايو 2024   | طواف فين 2024                                                                | الفائز في التصنيف العام     |

## روابط خارجية
- لاسي نورمان هانسن على موقع الاتحاد الدولي للدراجات (الإنجليزية)
- لاسي نورمان هانسن على موقع أرشيف الدراجات (الإنجليزية)
- لاسي نورمان هانسن على موقع إحصائيات الدراجات الإحترافية (الإنجليزية)
- لاسي نورمان هانسن على موقع نسبة الدراجات (الإنجليزية)
- لاسي نورمان هانسن على موقع CycleBase (الإنجليزية)
- لاسي نورمان هانسن على موقع اللجنة الأولمبية الدولية (الإنجليزية)
- لاسي نورمان هانسن على موقع أوليمبيديا (الإنجليزية)